# Деласс, Феликс

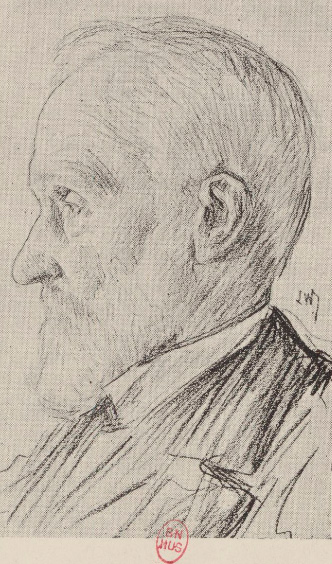
Феликс Деласс (рисунок Люсьена Воллеса)

Феликс Деласс (фр. Félix Delhasse; 5 января 1809, Спа — 4 ноября 1898, Схарбек) — бельгийский журналист и редактор.
В 1828 году дебютировал как музыкальный журналист в Антверпене. С середины 1830-х гг. публиковался в различных бельгийских газетах либерально-демократической направленности, впервые выступив в 1835 г. в Le Libéral. В 1839—1847 гг. издавал «Драматический ежегодник» (фр. Annuaire dramatique). В антологии «Портретная галерея музыкантов бельгийского королевства» (фр. Galerie de portraits d'artistes, musiciens du royaume de Belgique; 1842—1843) Делассу принадлежало 10 очерков из 29. Одновременно Деласс входил в состав тайных обществ, планировавших революцию в Бельгии. В 1846 году был одним из организаторов Либерального конгресса, на котором была создана бельгийская Либеральная партия. Сам Деласс, однако, больше склонялся в сторону социалистических взглядов, переписывался с Луи Бланом и Прудоном. Был дружен с журналистом Теофилем Торе, бежавшим в Брюссель из Франции после революционных событий 1848 года, и содействовал его публикациям в бельгийской прессе.
Начиная с 1850-х гг. отошёл от общественно-политической активности. В 1855—1887 гг. главный редактор газеты Le guide musical. Опубликовал отдельным изданием биографию Джоакино Россини (1859).
Имя Деласса носят улицы (фр. Rue Félix Delhasse) в его родном городе Спа и в коммуне Большого Брюсселя Сен-Жиль.